# Рік розпусти Клауса Отто Баха
«Рік розпу́сти Кла́уса О́тто Ба́ха» — іронічний пригодницький роман Ярослави Литвин 2021 року.

## Сюжет
У романі оповідається про німця, якому рідко всміхається доля, та його наполегливі пошуки свого кохання в Україні. На героя очікують випробування, приємні та не дуже знайомства, кумедні ситуації та складні життєві вибори. Нерішучий і закомплексований Клаус Отто Бах, любитель колготок на жіночих ніжках, розшукуючи кохану Вероніку, врешті-решт наблизиться до розуміння того, чого він прагне від життя.

## Видання
Книга вийшла друком у видавництві Фабула на початку 2021 року, у паперовому та електронному форматах. Перший наклад (2000 примірників) розійшовся протягом перших трьох місяців після початку продажів, а за підсумками 2021 року роман увійшов до п'ятірки лідерів продажів видавництва.
Роман було перекладено та видано литовською та польською мовами
- Jaroslava Lytvyn. Klauso Oto Bacho nuopolio metai = Рік розпусти Клауса Отто Баха / Donata Rinkevičienė (Vertėjas). — Sofoklis, 2022. — 256 с. — ISBN 978-609-4444-71-5.
- Jarosława Łytwyn. Rok rozpusty Klausa Ottona Bacha = Рік розпусти Клауса Отто Баха / Julia Celer (Tłumaczenie). — Książnica, 2023. — 304 с. — ISBN 978-832-7164-02-5.

## Сприйняття
Роман, в цілому, отримав схвальні відгуки критиків та читачів. Нагороджений дипломом конкурсу «Коронація слова — 2019» у номінації «Роман», увійшов до довгих списків Літературної премії «Книга року BBC — 2021» та книжкової премії «Еспресо. Вибір читачів 2021» в номінації «Література для дорослих».
Вибрані відгуки літературних критиків про роман «Рік розпусти Клауса Отто Баха»:
- Тетяна Трофименко[5]:

|                                                                         | \| Нарешті маємо в сучукрліті свіженький текст про пригоди німця в Україні \| |
| Нарешті маємо в сучукрліті свіженький текст про пригоди німця в Україні |                                                                               |

- Ганна Гнєдкова[6]:

| | \| …Саме в «українській» частині посилюється елемент комічного у романі, створений не тільки мовними засобами — ламаною українською англійською, через яку бідний іноземець постійно встрягає в проблеми, — а й увагою авторки до деталей українського побуту, які Клаус Отто ніяк не в змозі осягнути. Якщо герой роману стверджує, що уміє бачити прекрасне у звичайному, сам роман постійно випинає комічне й неприродне (а інколи — повторне) в тому, що в Україні звикли вважати буденним і природним. Бідному Клаусу Отто, якому в цій частині починаєш по-справжньому співпереживати, від цих деталей не дуже смішно. А ось українських читача або читачку раз у раз пробиває на сміх — щоправда, це радше самоіронічний сміх упізнавання. \| |
| …Саме в «українській» частині посилюється елемент комічного у романі, створений не тільки мовними засобами — ламаною українською англійською, через яку бідний іноземець постійно встрягає в проблеми, — а й увагою авторки до деталей українського побуту, які Клаус Отто ніяк не в змозі осягнути. Якщо герой роману стверджує, що уміє бачити прекрасне у звичайному, сам роман постійно випинає комічне й неприродне (а інколи — повторне) в тому, що в Україні звикли вважати буденним і природним. Бідному Клаусу Отто, якому в цій частині починаєш по-справжньому співпереживати, від цих деталей не дуже смішно. А ось українських читача або читачку раз у раз пробиває на сміх — щоправда, це радше самоіронічний сміх упізнавання. | |

- Ганна Улюра[7]:

| | \| … Але коли очуднення в романі працює, то працює на всі сто. І не тільки в химерних описах санаторію в Ворохті, що налякають навіть тих, кому не пощастило там «оздоровлюватися». Всезнаючий оповідач (а саме з ним ми в романі зустрічаємося) має змогу навіть у майбутнє підглянути, він знає достеменно всі мотиви і думки героїв, йому відомі всі загадки всесвіту (…), але при цьому цей в.о. Бога упереджений вкрай (ксенофоб, перепрошую) і воліє оперувати виключно шаблонами та кліше про національні характери. (…) Так наче холодний синтез використовувати для приготування поп-корну. Оце і складає супер-симпатичний ефект у романі: туторіал, як витрати своє розумне життя на нерозумну банальність. І не про героя тут мова іде, нема у Клауса Отто розумного життя апріорі, а про оповідача, а через нього — і про читача. \| |
| … Але коли очуднення в романі працює, то працює на всі сто. І не тільки в химерних описах санаторію в Ворохті, що налякають навіть тих, кому не пощастило там «оздоровлюватися». Всезнаючий оповідач (а саме з ним ми в романі зустрічаємося) має змогу навіть у майбутнє підглянути, він знає достеменно всі мотиви і думки героїв, йому відомі всі загадки всесвіту (…), але при цьому цей в.о. Бога упереджений вкрай (ксенофоб, перепрошую) і воліє оперувати виключно шаблонами та кліше про національні характери. (…) Так наче холодний синтез використовувати для приготування поп-корну. Оце і складає супер-симпатичний ефект у романі: туторіал, як витрати своє розумне життя на нерозумну банальність. І не про героя тут мова іде, нема у Клауса Отто розумного життя апріорі, а про оповідача, а через нього — і про читача. | |

- Христина Пошелюжна[8]:

| | \| Попри те, що Україна в ідеологічному плані взяла курс на Європу, нам українцям (авжеж, не усім, але критичній масі) європейські цінності досі чужі. І мова йде не тільки про жінок, а й про чоловіків. У своєму романі Ярослава Литвин звернула увагу лише на декілька «ідеологічних прірв». І так, ця тема не є дуже приємною для обговорення, але замовчувати її означає бездіяти у питанні подолання цієї прірви. Прірви у світоглядах, менталітетах, цінностях, принципах. Зрештою, у способах і поглядах на життя. \| |
| Попри те, що Україна в ідеологічному плані взяла курс на Європу, нам українцям (авжеж, не усім, але критичній масі) європейські цінності досі чужі. І мова йде не тільки про жінок, а й про чоловіків. У своєму романі Ярослава Литвин звернула увагу лише на декілька «ідеологічних прірв». І так, ця тема не є дуже приємною для обговорення, але замовчувати її означає бездіяти у питанні подолання цієї прірви. Прірви у світоглядах, менталітетах, цінностях, принципах. Зрештою, у способах і поглядах на життя. | |